# Sakramentyści
Sakramentyści – nazwa stosowana przez pisarzy katolickich na określenie wszystkich wyznań, nieuznających realnej obecności lub transsubstancjacji Chrystusa w Eucharystii, a więc m.in. luteranizmu i kalwinizmu. Autorzy luterańscy (opowiadający się za konsubstancjacją) nazywali sakramentystami stronników Andreasa Karlstadta, Huldrycha Zwingliego i Jana Kalwina, według których Eucharystia tylko symbolizuje ciało i krew Jezusa Chrystusa.